# Bulletin of the Chemical Society of Japan
Das Bulletin of the Chemical Society of Japan (nach ISO 4 abgekürzt Bull. Chem. Soc. Jpn.) ist eine internationale chemische Fachzeitschrift, die seit 1926 erscheint. Wegen der Folgen des Zweiten Weltkrieges wurde die Veröffentlichung zwischen 1945 und 1946 vorübergehend eingestellt. Es werden Forschungsergebnisse aus allen Bereichen der Chemie publiziert.
Der Impact Factor lag im Jahr 2020 bei 5,488. Nach der Statistik des Web of Science wurde das Journal 2020 in der Kategorie multidisziplinäre Chemie an 51. Stelle von 178 Zeitschriften geführt.